# 银河乡
银河乡原属湖南省桂阳县下辖乡，2012年4月撤销。银河乡与原仁义镇成建制合并设立仁义镇。银河乡撤销前行政区划代码431021211；2011年末下辖大何村、花元村、三都村、塘池村、长江村、乌市村、育才村共计7行政村。